# София Касидова
София Петрова Касидова е български икономист и политик от НДСВ. Бивш заместник-министър на икономиката и заместник-министър на транспорта и съобщенията.

## Биография
София Касидова е родена на 19 юни 1969 година в град Ямбол, България. През 1992 година завършва УНСС в София. Има магистърска степен по икономика от University of State of New York & CEU – Прага. Магистър по „Международни финансови услуги и банки“ от Университета Рединг, Англия.
Работила е в Центъра за изследване на демокрацията, Jonian&Popular Bank of Greece с филиал София, HEX Capitel – Прага, ДСК и БНБ с клон в София. Била е началник направление „България и Балканите“ към отдел „Развиващи се пазари“ в CSFB, Прага. Заместник-министър на икономиката и заместник-министър на транспорта и съобщенията в правителството на Симеон Сакскобургготски.
От 2006 г. до 2010 г. е Вицепрезидент с ресор „Финанси“ на Черноморската банка за търговия и развитие със седалище в Солун, Гърция.